# Allsvenskan i handboll för herrar 1935/1936
Allsvenskan i handboll 1935/1936 vanns av Redbergslids IK.

## Slutställning
| Nr | Lag                    | S  | V  | O | F  | GM  | IM  | MS  | P  |
| -- | ---------------------- | -- | -- | - | -- | --- | --- | --- | -- |
| 1  | Redbergslids IK        | 14 | 10 | 2 | 2  | 153 | 100 | +53 | 22 |
| 2  | Flottans IF Stockholm  | 14 | 11 | 0 | 3  | 149 | 113 | +36 | 22 |
| 3  | IK Göta (U)            | 14 | 9  | 0 | 5  | 121 | 115 | +6  | 18 |
| 4  | Majornas IK            | 14 | 7  | 2 | 5  | 155 | 129 | +26 | 16 |
| 5  | SoIK Hellas            | 14 | 5  | 3 | 6  | 130 | 123 | +7  | 13 |
| 6  | Flottans IF Karlskrona | 14 | 5  | 0 | 9  | 128 | 155 | −27 | 10 |
| 7  | IFK Örebro (U)         | 14 | 4  | 0 | 10 | 157 | 186 | −29 | 8  |
| 8  | Karlskrona BK          | 14 | 1  | 1 | 12 | 126 | 198 | −72 | 3  |

## Skytteligan
|   | Spelare           | Lag                    | Antal mål |
| - | ----------------- | ---------------------- | --------- |
| 1 | Sigfrid Schönning | Flottans IF Stockholm  | 59        |
| 2 | Gösta Isaksson    | IFK Örebro             | 56        |
| 3 | Erik Linder       | Flottans IF Karlskrona | 55        |
| 4 | Stig Hjortsberg   | Majornas IK            | 51        |
| 4 | Yngve Lamberg     | Redbergslids IK        | 51        |

- Källa: [1]

### Fotnoter
1. ↑  Berglund, Cege; Andersson Kjell-Ove, Hedin Rebecca, Sundberg Sebastian, Vandor Daniel, Holl Tommy (2016). Mesta mästarna – Redbergslids IK 1916–2016. Grafito förlag. Libris 19733601. ISBN 9789187555046